# Högåsen
Högåsen este o arie protejată (arie specială de conservare — SAC, sit de importanță comunitară — SCI) din Suedia întinsă pe o suprafață de 95,3 ha, integral pe uscat.

## Localizare
Centrul sitului Högåsen este situat la coordonatele 62°15′14″N 14°24′23″E / 62.2539°N 14.4063°E.

## Înființare
Situl Högåsen a fost declarat sit de importanță comunitară în ianuarie 1998 pentru a proteja un număr necunoscut de specii din flora spontană și fauna sălbatică aflate în arealul zonei. Situl a fost protejat și ca arie specială de conservare în martie 2011.

## Biodiversitate
Situată în ecoregiunea boreală, aria protejată conține 3 habitate naturale: Taiga vestică, Mlaștini turboase de tranziție și turbării mișcătoare, Turbării Aapa.
La baza desemnării sitului se află un număr nedeclarat de specii protejate.